# Cauville
Cauville ist eine französische Gemeinde mit 170 Einwohnern (Stand: 1. Januar 2022) im Département Calvados in der Region Normandie. Sie gehört zum Arrondissement Caen und zum Kanton Le Hom. Die Einwohner werden als Cauvillais bezeichnet.

## Geografie
Cauville liegt etwa 33 km südwestlich von Caen und 30 km westnordwestlich von Falaise. Umgeben wird die Gemeinde von Campandré-Valcongrain im Norden, Culey-le-Patry im Nordosten und Osten, Saint-Lambert im Südosten, Saint-Pierre-la-Vieille im Süden, Périgny im Südwesten sowie Le Plessis-Grimoult in westlicher und nordwestlicher Richtung.

## Bevölkerungsentwicklung
| Jahr                             | 1793 | 1836 | 1876 | 1926 | 1946 | 1968 | 1990 | 2016 |
| Einwohner                        | 627  | 458  | 312  | 208  | 208  | 186  | 117  | 161  |
| Quelle: Cassini, EHESS und INSEE |      |      |      |      |      |      |      |      |

## Sehenswürdigkeiten

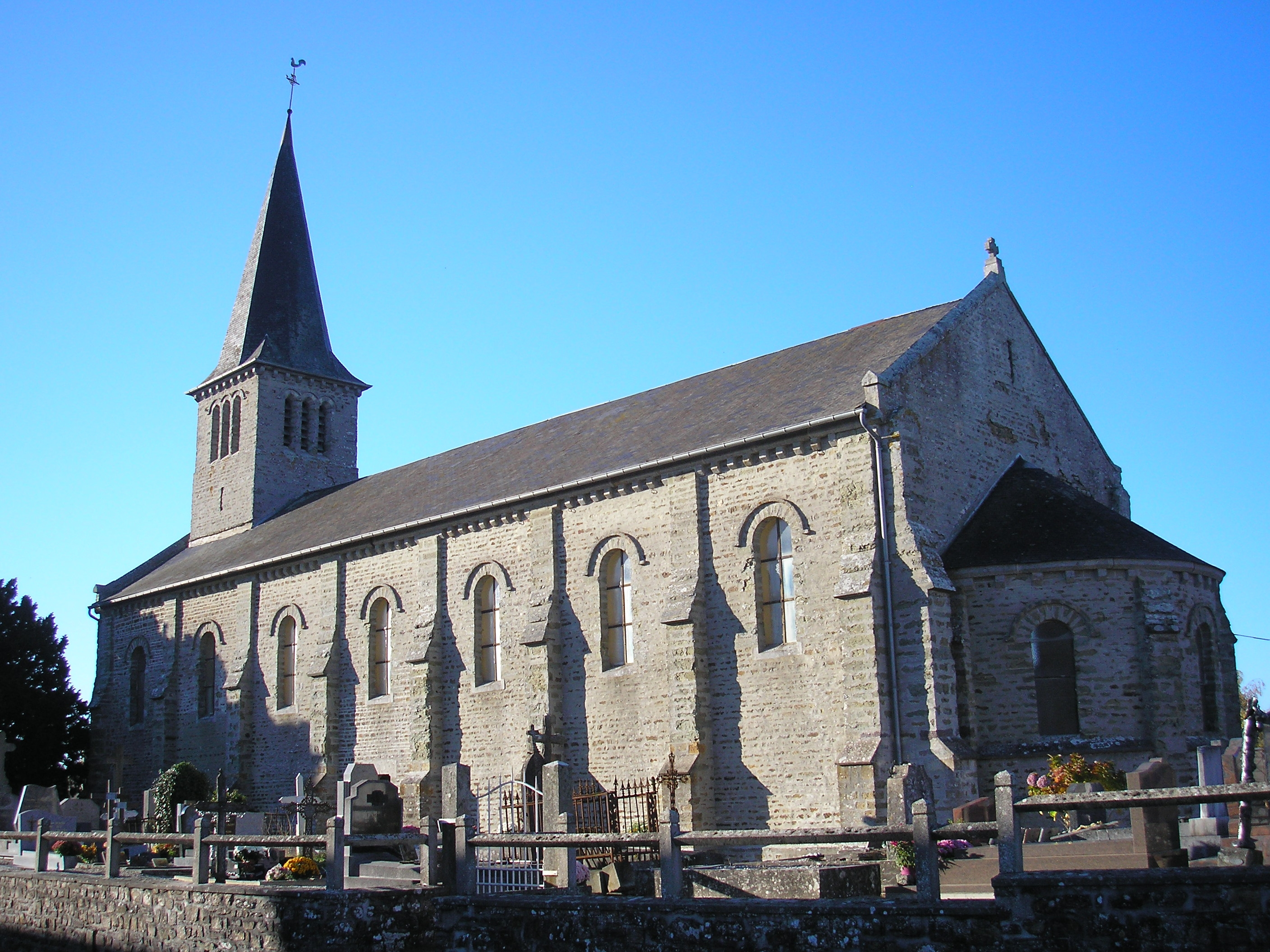
Kirche Notre-Dame-de-l’Annonciation

- Kirche Notre-Dame-de-l’Annonciation aus dem 19. Jahrhundert